# John Francis O’Hern
John Francis O’Hern (* 8. Juni 1874 in Olean, New York; † 22. Mai 1933) war ein US-amerikanischer Geistlicher und römisch-katholischer Bischof von Rochester.

## Leben
John Francis O’Hern empfing am 17. Februar 1901 das Sakrament der Priesterweihe.
Am 4. Januar 1929 ernannte ihn Papst Pius XI. zum Bischof von Rochester. Der Erzbischof von New York, Patrick Joseph Kardinal Hayes, spendete ihm am 19. März desselben Jahres die Bischofsweihe; Mitkonsekratoren waren der Erzbischof von San Francisco, Edward Joseph Hanna, und der Bischof von Scranton, Thomas Charles O’Reilly.